# Слепой закон
Слепой закон (Хинди: अंधा कानून) (английский: Andhaa Kaanoon) боевик на хинди 1983 года режиссёра Т. Рамы Рао с Раджиникантом, Хемой Малини и Риной Рой в главных ролях, а также с актёрским ансамблем во второстепенных ролях, включая Према Чопру, Дэнни Дензонгпу, Прана, Мадана Пури и Амриша Пури . Амитабх Баччан появляется в расширенном специальном эпизоде вместе с Мадхави, а Дхармендра появляется в эпизодической роли. Это ремейк тамильского фильма «Саттам Ору Ируттараи» (1981).  Фильм имел успех у критиков и в прокате, став пятым по кассовым сборам фильмом 1983 года . Это дебют тамильской суперзвезды Раджиниканта в Болливуде.

## Сюжет
Виджай Сингх одержим идеей отомстить трем мужчинам, которые травмировали и убили некоторых из членов его семьи. Сестра Виджая, Дурга Деви Сингх, присоединилась к полиции только для того, чтобы отомстить этим троим мужчинам законными средствами. Виджай решил убить их одного за другим, взяв закон в свои руки, поскольку он не верит в закон.
Однажды Виджай встречает разгневанного и озлобленного Джаана Нисара Хана, который только что вышел из тюрьмы. Хан работал лесничим и жил со своей женой Захией и дочерью Нилу. Однажды во время дежурства он столкнулся с браконьерами, которые незаконно вырубали сандаловые деревья. Когда им бросили вызов, они ответили тем же. Завязалась драка, в результате которой один из них, Рам Гупта, был убит. Хан был обвинен в убийстве, предстал перед судом и приговорен к 20 годам тюремного заключения. Его потрясенная и опустошенная жена была изнасилована и покончила с собой и своей дочерью.
Хан теперь решает помочь Виджаю. Далее Хан узнает, что Гупта все еще жив. Остальная часть истории о том, как трем главным героям — Хану, Дурге и Виджаю — удается отомстить врагам.

## В ролях
- Хема Малини в роли инспектора Дурги Деви Сингха
- Раджиникант в роли Виджая Кумара Сингха, брата Дурги
  - Хариш Кумар в роли молодого Виджая
- Рина Рой в роли Мины Шриватсав
- Амитабх Баччан в роли Джаана Нисара Хана (расширенное специальное появление)
- Мадхави в роли Захии Хан, жены Джаана Нисара (расширенное специальное появление)
- Прем Чопра в роли Амарнатха
- Дэнни Дензонгпа в роли Акбара Али
- Пран в роли Энтони Д'Круса
- Мадан Пури в роли надзирателя Гупты
- Амриш Пури в роли Рама Гупты
- Чандрашекхар Дубей в роли Мамаджи
- Ом Шивпури в роли комиссара полиции КБ Лала
- Сулочана Латкар — мать Дурги и Виджая
- Гаутами — старшая сестра Дурги и Виджая (жертва)
- Урмила Бхатт в роли матери Мины
- Асрани в роли констебля Асрани
- Ага в роли полицейского констебля
- Дхармендра в роли водителя грузовика (камео)